# Babina Rijeka (Zenica, BiH)
Babina Rijeka je naselje u Zenici. Upravno pripada naselju i mjesnoj zajednici Starom Radakovu i ima oko 7000 stanovnika.
Babina Rijeka ima ambulantu obiteljske medicine.
U Babinoj Rijeci nalazi se Rekreacijska zona Babina Rijeka. Prva faza uređenja dovršena je 10. prosinca 2018. godine. Naselje Babinu Rijeku povezuju tri mosta preko kojih dnevno pređe veliki broj građana. Babina Rijeka ima svoj džemat koji pokriva 10.000 domaćinstava i obuhvaća naselja Babinu Rijeku, Crkvice i dio naselja Hamida. Službeni naziv džamije je Ensar džamija, čiji je vakif iz Saudijske Arabije.

## Vanjske poveznice
- Zenica blog Video: Crkvice, Babina rijeka i Radakovo iz zraka, 15. veljače 2016.